# 〜夢現〜mugenプロダクション
〜夢現〜mugenプロダクションは、日本の芸能事務所、映像製作会社。

## 概説
- 2011年8月にタレントプロダクション〜夢現〜mugneとして俳優である山段智昭が養成所で出会った俳優達と共に設立。
- 俳優のキャスティング、育成、プロデュース業務を主に行っていたが2013年頃からは映像制作業も開始した。
- 2013年に代表、山段智昭の出身地である福地山で町おこし映画の撮影を開始。京都新聞や両丹日日新聞にとりあげられた。[1][2]
- 2015年9月に〜夢現〜mugenプロダクションと社名を変更した。

## 特徴
- 数十人の所属俳優[3]。がおり、カメラマン、演出家等の映像製作スタッフも所属している。

## 主な所属タレント
- 山段智昭(代表)
- 上田竜矢(副代表)
- 阿部隼人
- 佐藤裕一郎
- 倉田英明
- 敦賀亮太
- サクセエモリ
- 莉乃
- 麻田奈穂
- 立脇理絵